# Salduba areolaris
Salduba areolaris är en tvåvingeart som beskrevs av Walker 1864. Salduba areolaris ingår i släktet Salduba och familjen vapenflugor. Inga underarter finns listade i Catalogue of Life.